# Wilhelmina Gasthuis

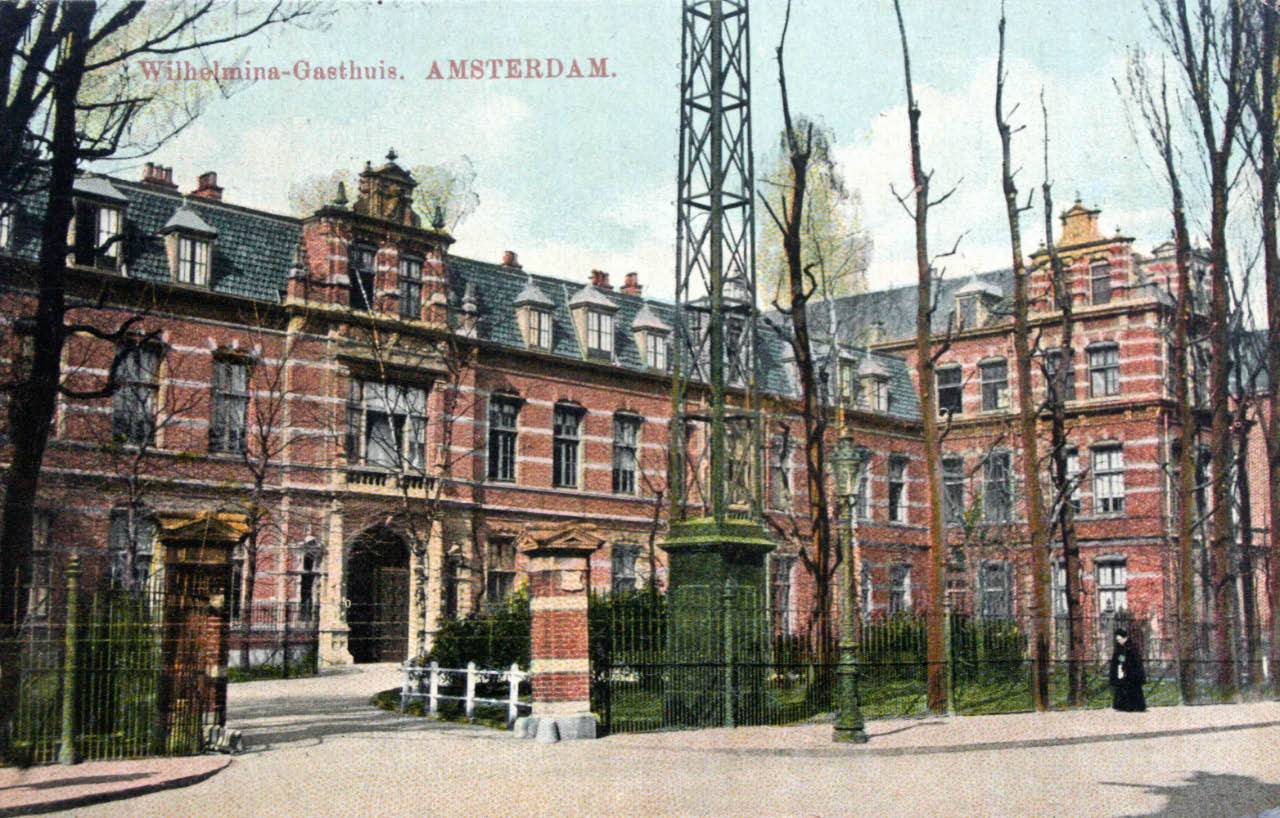
Wilhelmina Gasthuis aan de Eerste Helmersstraat; circa 1900.

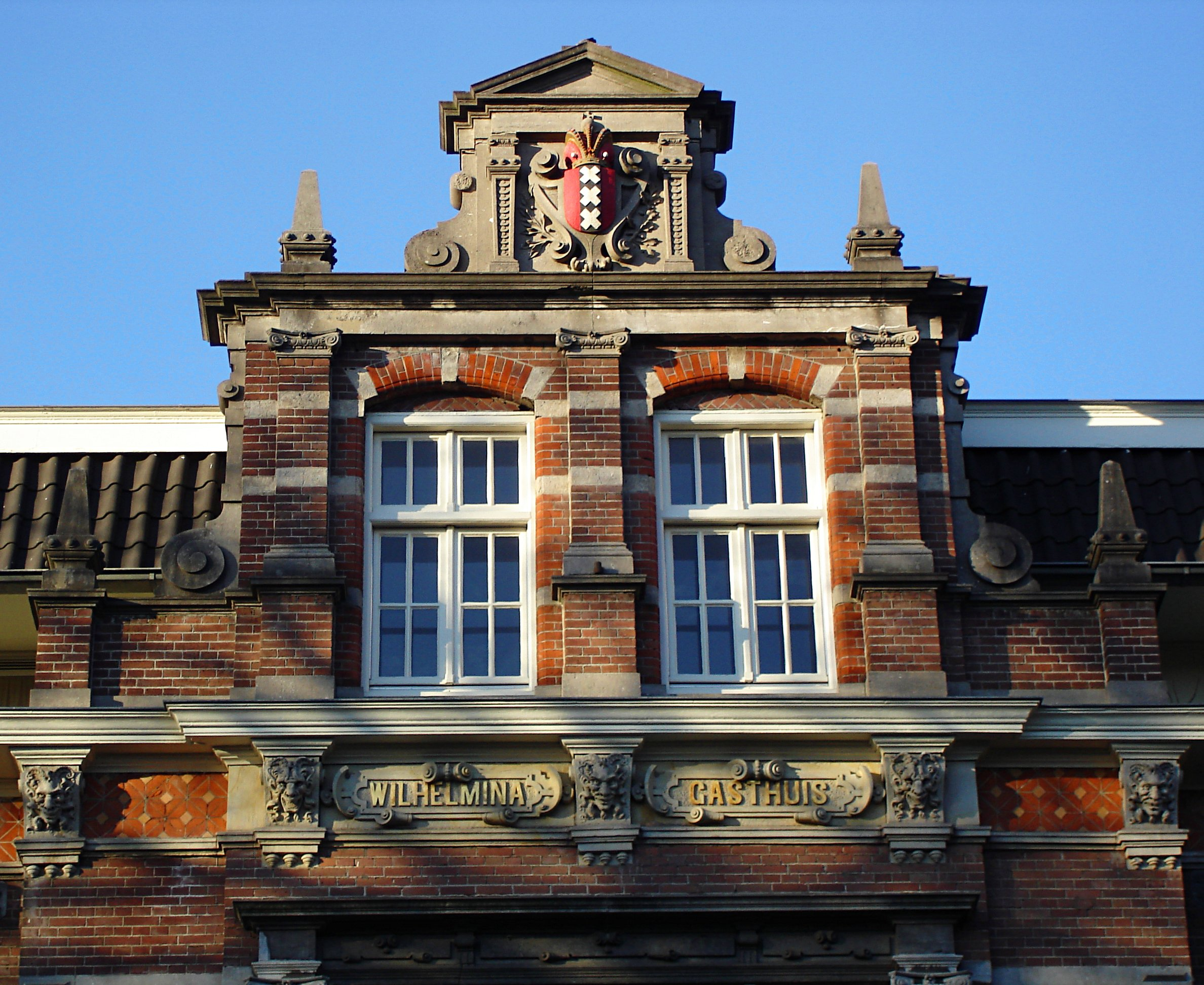
Detail van de gevel van het voormalige poortgebouw aan de Eerste Helmersstraat

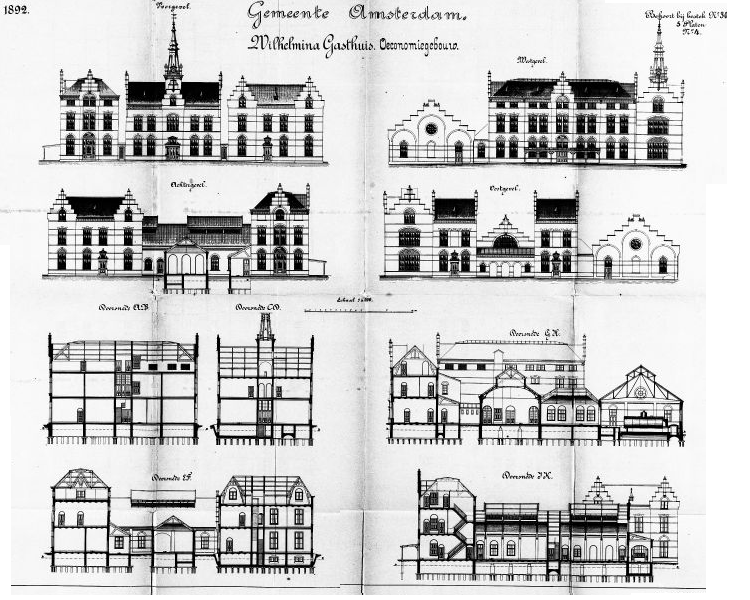
Tekening uit 1892

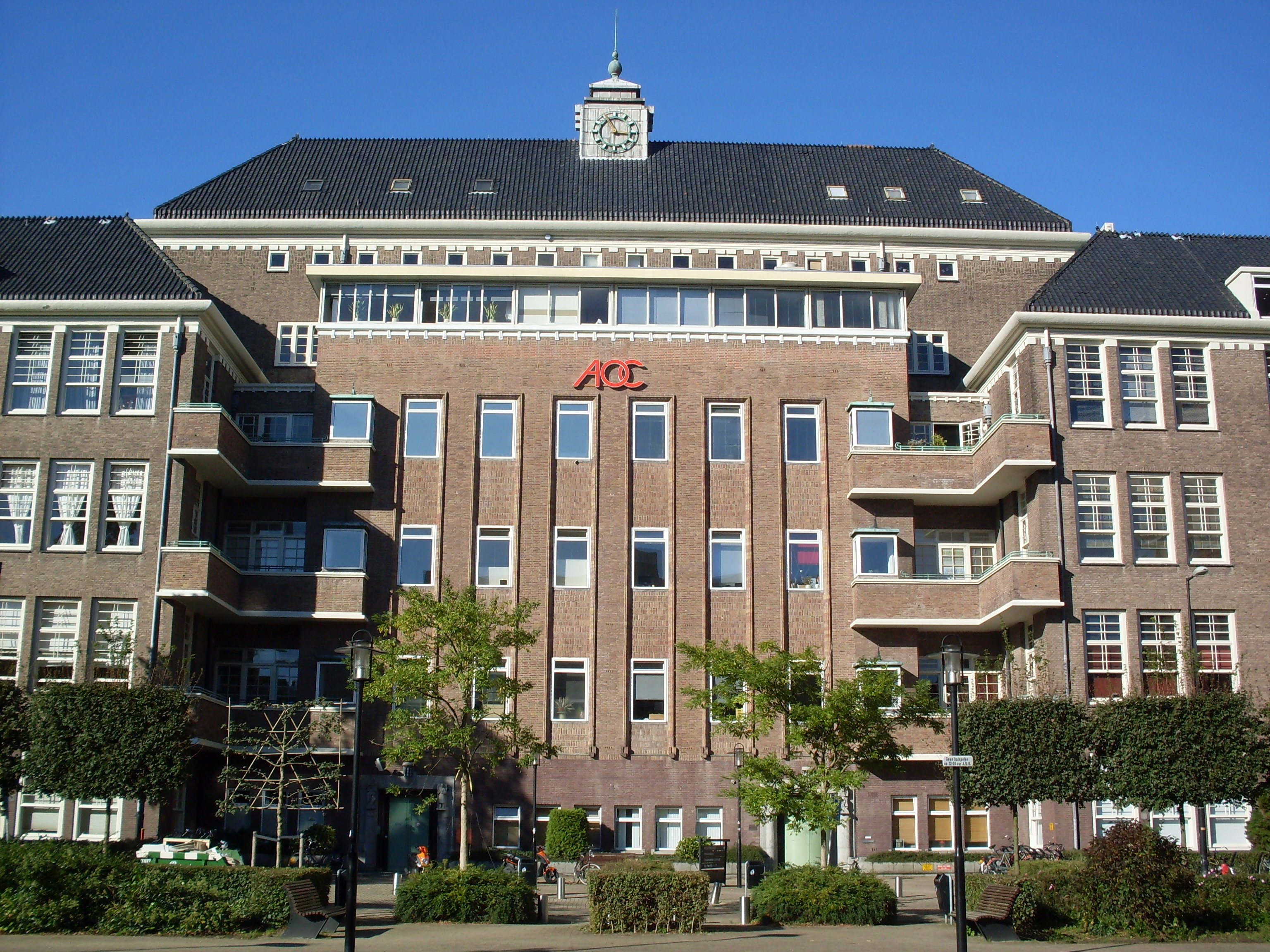
Voormalig Chirurgiegebouw aan het WG-plein 100.

Het Wilhelmina Gasthuis (WG) is een voormalig ziekenhuis in Amsterdam.
Op 28 mei 1891 legde de tienjarige, toen nog prinses Wilhelmina, de eerste steen voor het Wilhelmina Gasthuis. Het zou een ziekenhuis worden in een parkachtige omgeving. Het ziekenhuis kwam in de buurt van het vroegere pesthuis en Buitengasthuis, gelegen buiten de stadswallen, zuidwestelijk van de Singelgracht. In de loop der tijd raakte het ziekenhuis ingebouwd door de bebouwing van Oud-West.
In 1925 werd een begin gemaakt met bouwactiviteiten die het karakter van het WG geheel hebben veranderd. Er werden nieuwe paviljoens opgetrokken waar diverse klinieken werden gehuisvest.
Het WG was decennialang een academisch ziekenhuis bij de Universiteit van Amsterdam, samen met het oudere en nog centraler gelegen Binnengasthuis. In 1981 werden beide ziekenhuizen samengevoegd en verhuisden naar het uiteindelijke AMC in Holendrecht (Amsterdam-Zuidoost). Tussen 1981 en 1983 verhuisde het WG, in gedeelten, naar de nieuwe locatie. Na de sluiting in 1983 is het terrein gedeeltelijk gesaneerd; enkele oude gebouwen staan nog overeind en kregen nieuwe functies. Verschillende nieuwe straatnamen op het terrein werden vernoemd naar medisch personeel dat hier vroeger werkzaam was.
Op het terrein van het voormalige ziekenhuis bevinden zich diverse bedrijven en woningen, waaronder het Amsterdams Theaterhuis en naastgelegen WG Cafe. Het staat bekend als het "WG-terrein".

## Trivia
Wegens het 75-jarig bestaan (1891-1966) van het Wilhelmina Gasthuis bood het personeel een bronzen beeld aan van de 10-jarige Wilhelmina, gemaakt door Mari Andriessen, dat daar in 1967 werd geplaatst. Na tijdelijke opslag verhuisde het beeldje in 1984 naar de ingang van de nieuwbouw van het AMC.
De naam van het ziekenhuis wekte in het buitenland nog weleens wat verwarring: in het WG werkzame onderzoekers vonden hun artikelen soms terug in literatuurlijsten met een hen onbekende mede-auteur, een zekere Wilhelmina Gasthuis.

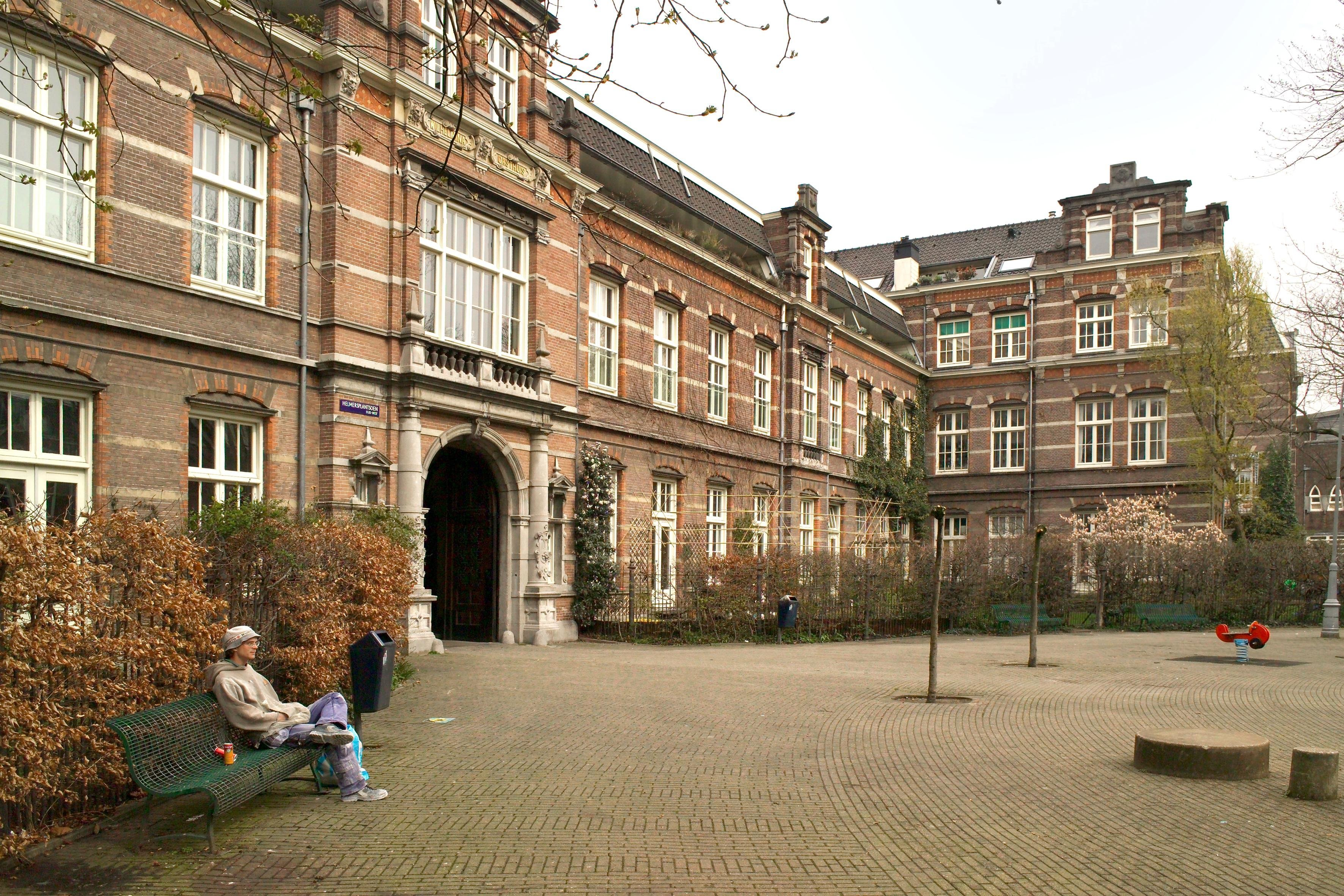
Wilhelmina Gasthuis in 2008, gezien vanaf de Eerste Helmersstraat